# پیپروکسان
پیپروکسان (انگلیسی: Piperoxan) که با نام بنوداین (benodaine) نیز شناخته می‌شود، از نخستین آنتی هیستامینهای شناخته شده‌است. این ترکیب که از بنزودیوکسان مشتق می‌شود، در اوایل ده ۱۹۳۰ در فرانسه تهیه شد. ابتدا این دارو به عنوان یک عامل مهارکننده آلفا آدرنرژیک مورد بررسی قرار گرفت، ولی بعدها روشن شد که دارای اثرات ضد هیستامین نیز هست.